# Sugekolbe
En sugekolbe (også kaldet en Büchnerkolbe) er en glasbeholder som benyttes i et kemilaboratorium. Kolben har omtrent samme facon som en konisk kolbe, bortset fra at den har en forgrening i halsen, der kan forbindes til en pumpe. Forgreningen kan være støbt som en del af glasset, eller være en aftagelig plasticforgrening med bløde gummilister i kanten for at sikre at sugekolben er lufttæt.
Sugekolben benyttes oftest sammen med en büchnertragt til at vaske et fast stof med, typisk som et trin i en oprensningsprocedure under en syntese. Stoffet placeres i tragten oven på et stykke filtrérpapir. Derefter tændes der for pumpen som er forbundet til kolben, hvorved der skabes et undertryk i kolben. Stoffet i tragten vaskes med et opløsningsmiddel, som det ikke er opløseligt i, ved at hælde opløsningsmidlet i tragten, hvorved det, pga. undertrykket, suges igennem og ned i kolben.